# Witold Sadowy
Witold Sadowy (ur. 7 stycznia 1920 w Warszawie, zm. 15 listopada 2020 w Konstancinie-Jeziornie) – polski aktor teatralny i filmowy, publicysta teatralny, stulatek, stały felietonista „Gazety Wyborczej” i „Życia na gorąco”.

## Życiorys

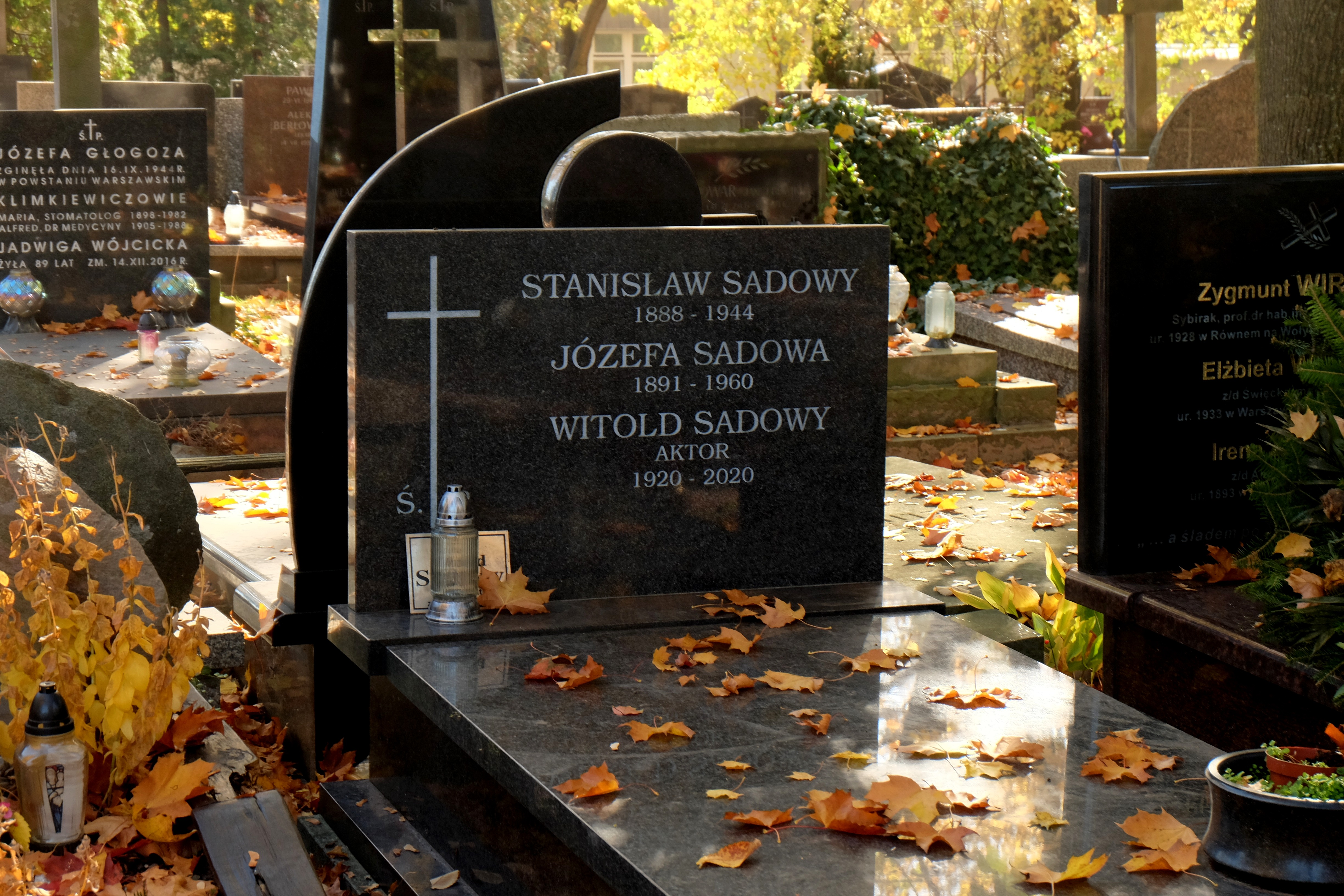
Grób Witolda Sadowego na Cmentarzu Wojskowym na Powązkach w Warszawie

Był synem Józefy z Wierzchowskich (1891–1960) i Stanisława (1888–1944) Sadowych. W powstaniu warszawskim stracił ojca i brata. Dwa dni po zdobyciu Warszawy przez Sowietów wrócił do miasta i wraz z matką zajął się produkcją i sprzedażą papierosów.
Debiutował 8 maja 1945 jako aktor rolą Floriana w sztuce Maurice Maeterlincka Burmistrz Stylmondu (reż. Ryszard Wasilewski) w Teatrze Miasta Stołecznego Warszawy. W następnych latach grał w teatrach warszawskich: Miejskich Teatrach Dramatycznych (1945, 1946–49), w Teatrze Polskim (1945–1946; 1949–1951), Teatrze Nowym (1951–1953), Teatrze Młodej Warszawy (1953–1957), Teatrze Klasycznym (późniejszym Teatrze Studio, 1957–1972), Teatrze Rozmaitości (1972–1988). Gościnnie występował także w Teatrze Ateneum. Po raz ostatni wystąpił na scenie 26 grudnia 1989 w roli Feldmarszałka w Gałązce rozmarynu Zygmunta Nowakowskiego.
W latach 80. rozpoczął działalność jako felietonista teatralny w warszawskich gazetach: „Życiu Warszawy”, „Życiu Codziennym”, „Słowie”, „Expressie Wieczornym” i w ukazującym się w Nowym Jorku „Nowym Dzienniku”. Jako emeryt od 1985 na łamach „Życia Warszawy”, a potem „Gazety Wyborczej”, zaczął publikować nekrologi zmarłych aktorów i reżyserów, dlatego był nazywany „Charonem, który przeprawia na drugi brzeg warszawskich aktorów”. Był autorem szeregu książek oraz artykułów na temat ludzi teatru i filmu, nazywany „kronikarzem życia teatralnego Warszawy”.
W uznaniu jego zasług Związek Artystów Scen Polskich nadał mu tytuł członka zasłużonego.
Zmarł 15 listopada 2020 w wieku 100 lat w Domu Artystów Weteranów Scen Polskich im. Wojciecha Bogusławskiego w Skolimowie w Konstancinie-Jeziornie. Pogrzeb aktora odbył się 15 czerwca 2021 roku na Cmentarzu Wojskowym na Powązkach w Warszawie (kwatera A-2-34 (66)).

## Życie prywatne
W styczniu 2020 stacja TVP Kultura wyemitowała reportaż Sto lat Witolda Sadowego z okazji obchodów stulecia urodzin, w którym aktor publicznie oznajmił, że jest gejem, ale jego coming out spotkał się z odzewem w mediach ogólnopolskich i międzynarodowych dopiero dwa miesiące później. Od 1942 żył w związku z inżynierem Janem Ryżowym do jego śmierci 14 października 1996.

## Filmografia
- 1946: Zakazane piosenki – zastrzelony przez podziemie skrzypek-konfident
- 1960: Zezowate szczęście – żołnierz w oflagu udający Hitlera
- 1970: Pogoń za Adamem – oficer
- 1973: Wielka miłość Balzaka – Victor Hugo (odc. 7)
- 1978: ...Gdziekolwiek jesteś panie prezydencie...
- 1980: Zamach stanu – widz na procesie brzeskim
- 1980: Sherlock Holmes i doktor Watson – mężczyzna w hotelu (odc. 24)
- 1980: Punkt widzenia – gość na imieninach profesora Szczepkowskiego (odc. 5)
- 1981: Przyjaciele (odc. 4)

## Publikacje
- Teatr – plotki, aktorzy, wspomnienia zza kulis, Oficyna wydawnicza „Rytm”, Warszawa 1994, ISBN 83-85249-51-6.
- Teatr za kulisami i na scenie, Oficyna wydawnicza „Rytm”, Warszawa 1995, ISBN 83-85249-98-2.
- Ludzie teatru – mijają lata, zostają wspomnienia, Oficyna wydawnicza „Rytm”, Warszawa 2000, ISBN 8387893837.
- Czas który minął, Oficyna wydawnicza „Rytm”, Warszawa 2009, ISBN 978-83-7399-356-3.
- A życie toczy się dalej, M. K. Szuster, Warszawa 2016, ISBN 978-83-912294-2-2.
- Jedyne, co mi zostało: pamięć. Zapis wspomnień 2015-2018, nakładem własnym, Warszawa 2018, ISBN 978-83-952549-0-1.
- Przekraczam setkę. Zapis wspomnień 2018-2019, Wydawnictwo ZASP, Warszawa 2020, ISBN 978-83-952549-1-8.

## Odznaczenia
- Krzyż Komandorski Orderu Odrodzenia Polski „za wybitne zasługi dla kultury polskiej, za osiągnięcia w pracy twórczej i działalności artystycznej” (2012)[27]
- Krzyż Oficerski Orderu Odrodzenia Polski (2001)[28]
- Krzyż Kawalerski Orderu Odrodzenia Polski (1987)
- Złoty Krzyż Zasługi (1979)
- Medal 40-lecia Polski Ludowej (1986)
- Medal Pamiątkowy „Pro Masovia” (2012)[29]
- Medal Stulecia Odzyskanej Niepodległości (2020)
- Złoty Medal „Zasłużony Kulturze Gloria Artis” (2015)[30]
- Brązowy Medal „Zasłużony Kulturze Gloria Artis” (2008)
- Honorowy „Złoty Liść Retro” na VII Ogólnopolskim Festiwalu Piosenki Retro im. Mieczysława Fogga (2010)
- Specjalny „Feliks Warszawski” (2011)